# Marko Filipovity
Marko Filipovity (Kaposvar, Hungría; 30 de julio de 1996) es un jugador de baloncesto con nacionalidad húngaro. Con 2,01 metros de altura juega en la posición de ala-pívot. Actualmente forma parte de la plantilla del Kaposvári KK de la Nemzeti Bajnokság I/A de Hungría. Es internacional con la selección de baloncesto de Hungría.

## Trayectoria
Es un ala-pívot formado en las filas del Kaposvári KK con el que jugaría 10 encuentros en la temporada 2013-14. En 2016 firmó por el Alba Fehérvár en el que jugaría durante 5 temporadas, incluyendo una cesión al conjunto del SZTE-Szedeák, en la segunda temporada de su llegada a Alba Fehérvár. 
En la temporada 2019-20 firma por el Falco KC Szombathely, con el que disputaría también la Basketball Champions League.
En la temporada 2020-21, juega en las filas del Victoria Libertas Pesaro, en el que promedió 12.8 puntos, 6.0 rebotes, 0.7 recuperaciones y 1.2 pérdidas en 28.3 minutos (28 partidos disputados) en la Lega.
El 15 de julio de 2021, firma por el Monbus Obradoiro de la Liga ACB por una temporada.
El 25 de enero de 2022, se desvincula de Monbus Obradoiro y firma hasta el final de la temporada por el Afyon Belediyespor de la Basketbol Süper Ligi, la primera división de Turquía.
El 27 de julio de 2022, firma por el BV Chemnitz 99 de la Basketball Bundesliga.
EL 21 de septiembre de 2023 firma por el Flamengo del Novo Basquete Brasil. Sin embargo dejó el equipo sudamericano en febrero del año siguiente, retornando a su país para incorporarse al Kaposvári KK.

## Internacional
Es internacional con la Selección de baloncesto de Hungría con la que debutó en 2017.